# Селим ибн Тувайни
Селим ибн Тувайни Аль Саид (араб. سالم بن ثويني بن سعيد‎;
1845, Маскат — 7 декабря 1876, Хайдарабад) — девятый султан Маската и Омана (11 февраля 1866 — 11 октября 1868).

## Биография
Представитель династии Аль Саид. Старший сын Тувайни ибн Саида (1820—1866), султана Омана (1856—1866), и его жены Сайиды Галии бинт Селим аль-Бусаиди.
11 февраля 1866 года после смерти своего отца Селим ибн Тувайни унаследовал султанский престол Омана. Английские колониальные чиновники Льюис Пелли и Генри Бартл Фрер были глубоко разочарованы смертью султана Тувайни ибн Саида в своих надеждах на военные действия против ваххабитов и были хорошо осведомлены о противоположных взглядах Селима и отказе присоединиться к последовавшей войне. Поэтому британский генерал-резидент в заливе Бушер, полковник Льюис Пелли, яростно выступал против признания Селима, который, как он опасался, выступит против иностранного вмешательства в дела Омана и заключит мирный договор с ваххабитами.
Оманский султан Селим ибн Тувайни отправил двух посланников в Бомбей, с письмом, ходатайствуя о продлении отношений между Великобританией и Маскатом. Селим сообщил англичанам о смерти отца, а именно, что он умер в результате болезни после трех дней страданий и был быстро похоронен в соответствии с исламской традицией. В мае 1866 года Великобритания официально признала Селима ибн Тувайни в качестве султана Омана. Льюис Пелли попытался вмешаться и обвинил его в отцеубийстве через инсинуации, но его опередил британский вице-король Джон Лоуренс, 1-й барон Лоуренс, который вручил Селиму официальное признание его правительства.
В сентябре 1868 года Аззан ибн Кайс, шурин султана Селима и его дальний родственник, был избран имамом недовольными соплеменниками, стремившимися вернуть Оман к принципам классического ибадидскому исламу. Аззан повел своих сторонников в стремительную серию набегов на форты Барка, Матрах и Маскат. Без поддержки Селим не смог удержать столицу и был вынужден бежать в одну из портовых крепостей. В своем поспешном бегстве он оставил свои ценности вместе со многими фамильными реликвиями династии, которые были либо разграблены, либо уничтожены захватчиками. 11 октября 1868 года Селим ибн Тувайни сел на свой корабль «Принц Уэльский» и отплыл в Бендер-Аббас, оттуда он предпринял несколько неудачных попыток вернуть свои утраченные владения в период с октября 1868 по март 1869 года. В последний раз о заявил о своих претензиях на оманский престол в 1875 году, однако к этому моменту британцы официально признали его дядю Турки ибн Саида новым султаном Омана. Селим ибн Тувайни был схвачен и изгнан на борту «Дафны» , а затем сослан в крепость в Хайдарабад, провинция Синд, где и умер от оспы 7 декабря 1876 года.
Селим ибн Тувайни был женат на дочери Кайса ибн Аззана Аль Бусаиди, губернатора Сухара и Рустака, потомка Ахмеда ибн Саида, первого имама Омана и основателя династии Аль Саид. У супругов было двое сыновей:
- Сайид Али ибн Селим Аль Саид (1861 — 1 сентября 1928)
- Сайид Хариб ибн Селим Аль Саид.